# Chingmy Yau
Pour les articles homonymes, voir Yau.
Chingmy Yau (Chinois : 邱淑貞; Pinyin: Qiū Shúzhēn), ou Chingmy Yau Suk-Ching, est une actrice hongkongaise, née le 16 mai 1968 à Hong Kong.

## Biographie
Chingmy Yau participe au concours de Miss Hong Kong en 1987, ce qui lui ouvre des opportunités pour débuter une carrière d'actrice. Elle tourne ainsi de nombreux films à Hong Kong entre 1988 et 1997, avant de mettre un terme à sa carrière.
Elle connaît notamment la célébrité après une apparition dans le film Tricky Brains (1991) avec Stephen Chow. Collaborant à plusieurs reprises avec ce dernier, elle est ainsi considérée comme l'une des nombreuses « filles de Sing ». En 1992, elle joue dans Naked Killer, qui est l'un de ses principaux succès et lui vaut l'une de ses quatre nominations aux Hong Kong Film Awards.

## Filmographie
- 1988 : How To Pick Girls Up (求愛敢死隊)
- 1988 : The Crazy Companies (最佳損友), de Wong Jing
- 1988 : The Crazy Companies 2 (最佳損友闖情關), de Wong Jing
- 1988 : Mr. Possessed (撞邪先生)
- 1988 : Love Army
- 1989 : They Came to Rob Hong Kong
- 1989 : The Romancing Star 3 (精裝追女仔３之狼之一族)
- 1989 : Mr. Fortune (發達先生)
- 1989 : Ghost Busting (嘩鬼有限公司)
- 1989 : Perfect Match
- 1990 : My Neighbors are Phantoms (嘩鬼住正隔籬)
- 1991 : Tricky Brains (整蠱專家), de Wong Jing
- 1991 : Money Maker (贏錢專家)
- 1991 : Lee Rock (五億探長雷洛傳之雷老虎)
- 1991 : Lee Rock 2 (五億探長雷洛傳２之父子情仇)
- 1992 : Royal Tramp 2 (鹿鼎記２神龍教), de Wong Jing
- 1992 : Royal Tramp (鹿鼎記), de Wong Jing
- 1992 : Truant Heroes (逃學英雄傳)
- 1992 : She Starts the Fire (噴火女郎)
- 1992 : Naked Killer (赤裸羔羊), de Clarence Fok Yiu-leung
- 1992 : Deadly Dream Woman (女黑俠黃鶯)
- 1992 : Niki Larson (城市獵人), de Wong Jing
- 1991 : Lee Rock 3 (五億探長雷洛傳3大结局)
- 1992 : Casino Tycoon 2 (賭城大亨２之至尊無敵)
- 1992 : Casino Tycoon (賭城大亨之新哥傳奇)
- 1993 : Raped by an Angel (香港奇案之強姦)
- 1993 : Psycho Killer
- 1993 : Millionaire Cop (千面天王)
- 1993 : Legend of the Liquid Sword (笑俠楚留香), de Wong Jing
- 1993 : Ghost Lantern (人皮燈籠)
- 1993 : Future Cops (超級學校霸王), de Wong Jing
- 1993 : Boys Are Easy (追男仔)
- 1993 : Evil Cult (The Kung Fu Cult Master) / (倚天屠龍記之魔教教主)
- 1994 : Les Dieux du jeu 2 (賭神２), de Wong Jing
- 1994 : 1941 Hong Kong on Fire (香港淪陷)
- 1994 : Return to a Better Tomorrow (新英雄本色)
- 1994 : Modern Romance (戀愛的天空)
- 1994 : The Modern Love (新男歡女愛)
- 1994 : La Légende du dragon rouge (洪熙官), de Wong Jing et Corey Yuen
- 1995 : I'm Your Birthday Cake (不道德的禮物)
- 1995 : Legendary Couple (我是一個賊)
- 1995 : Meltdown, terreur à Hong Kong (High Risk) (鼠膽龍威)
- 1995 : The Saint of Gamblers (賭聖２之街頭賭聖), de Wong Jing
- 1995 : Lover of the Last Empress (慈禧秘密生活)
- 1996 : Feel 100%...Once More (百分百啱Feel)
- 1996 : 4 Faces of Eve (４面夏娃)
- 1996 : Bodyguards of Last Governor (港督最後一個保鑣)
- 1996 : Street Angels (紅燈區)
- 1996 : Satan Returns (666魔鬼復活)
- 1996 : Young and Dangerous 2 (古惑仔２之猛龍過江)
- 1996 : Young and Dangerous 3
- 1996 : Blind Romance (偷偷愛你)
- 1997 : Lawyer Lawyer (算死草), de Ma Joey
- 1998 : Hold You Tight (越快樂越墮落)

## Nominations
- Hong Kong Film Awards 1992 : meilleur second rôle féminin pour Lee Rock
- Hong Kong Film Awards 1993 : meilleure actrice pour Naked Killer
- Hong Kong Film Awards 1996 : meilleure actrice pour I'm Your Birthday Cake!
- Hong Kong Film Awards 1999 : meilleure actrice pour Hold You Tight
- Golden Bauhinia Awards 1999 : meilleure actrice pour Hold You Tight